# Kanton Le Mans-Centre
Kanton Mans-Centre is een voormalig kanton van het Franse departement Sarthe. Kanton Mans-Centre maakte deel uit van het arrondissement Le Mans en telde 21.074 inwoners (1999). Het werd opgeheven bij decreet van 24 februari 2014 met uitwerking op 22 maart 2015.

## Gemeenten
Het kanton Le Mans-Centre omvatte enkel een deel van de gemeente Le Mans.